# Kinoautomat
Kinoautomat byl revoluční filmový projekt spojený s tzv. českou novou vlnou představený roku 1967 na světové výstavě EXPO '67 v Montrealu autora Radúze Činčery, scenáristy Pavla Juráčka, režisérů Jána Roháče, Vladimíra Svitáčka a technického řešení Jaroslava Friče. Diváci při jeho sledování měli možnost celkem osmkrát děj ovlivnit podle pokynů průvodce pořadem, kterým byl Miroslav Horníček. Šlo tak o vůbec první interaktivní film historie.

## Popis
Jeho základem byl zřejmě první interaktivní film na světě Člověk a jeho dům (nadabovaný pro tento účel do angličtiny), který sledoval osudy poněkud nešikovného pana Nováka (ztvárněného Miroslavem Horníčkem) a který mohli v klíčových okamžicích diváci ovlivňovat a rozhodovat o dalším vývoji na plátně. V těchto okamžicích vystupoval na pódium právě Miroslav Horníček a snažil se divákům vysvětlit humornou formou důležitost každého specifického rozhodnutí (přestože neuměl anglicky a všechny komentáře měl naučené jen foneticky!).
Možnost ovlivnění příběhu byla z pochopitelných důvodů pouze klamná. Obě příběhové varianty měly vždy stejné důsledky a kauzalita děje se tak setkala opět ve stejném bodě.

## Projekce v zahraničí
Z projektu se stal díky geniálnímu nápadu a skvělé zábavě hit celé výstavy, stály se na něj mnohahodinové fronty. Projevili o něj zájem i Paramount Pictures a Universal Studios, ale autor Radúz Činčera nesměl výtvor Československého státního filmu nabízet osobně a i když film byl (za velmi nízkou cenu) postoupen zahraniční produkci s povinností jej uvádět, objevil se pouze roku 1968 v Texasu na světové výstavě Hemisfér a až po soudním procesu v USA mohl být opět promítán na světové výstavě EXPO '74 ve Spokane (stát Washington), opět s velkým ohlasem, byť ne už takovým jako o 7 let dříve.

## Projekce v ČSSR
V Československu si uvedení projektu vyžádalo nákladnou rekonstrukci pražského kina Světozor: byla nainstalována speciální technická kabina, šatna za plátnem a do všech (několika set) sedadel zabudováno hlasovací zařízení se zeleným a červeným tlačítkem, aby každý z diváků mohl hlasovat osobně. Československá premiéra se odehrála v roce 1968 za účasti Miroslava Horníčka a Zuzany Neubauerové. Hrálo se často více než 2× denně, kromě Horníčka ovšem i s alternacemi (Eduard Hrubeš, Saskia Burešová, Václav Čapek, Jaroslava Panýrková a Regina Rázlová).
Postupně však sláva upadala, v roce 1971 už byla návštěvnost 10 – 15 lidí na představení, technické zařízení bylo stále poruchovější a úřední zákaz filmu „z ideových důvodů“, který přišel roku 1972, už tedy ve skutečnosti byl jen „ranou z milosti“.

## Projekce v ČR
V 90. letech film dvakrát uvedla Česká televize. Vysílala jej současně na obou programech ČT1 a ČT2, přičemž na každém kanálu běžela příslušná paralelní verze, takže diváci si vývoj filmu vybírali přepínáním programů ve stanovenou chvíli.
V roce 2006 byla Českým centrem v Londýně uvedena obnovená premiéra Kinoautomatu v Britském filmovém institutu. Zároveň bylo ohlášeno připravované vydání nového DVD s tímto filmem a doprovodnou knihou.
Dne 29. května 2007 uvedla Alena Činčerová, dcera vynálezce Kinoautomatu, obnovenou premiéru Kinoautomatu v kině Světozor.
Ve zrekonstruovaném biografu s digitální projekcí se ovšem hlasuje dálkovými ovladači a moderátory jsou na střídačku Tomáš Matonoha, Eduard Hrubeš a Josef Polášek.
V dubnu 2008 bylo vydáno interaktivní DVD. Také tato verze filmu je doprovázena výstupem moderátora v klíčových okamžicích, kdy má divák možnost volby. Moderátorem v české DVD verzi je Eduard Hrubeš.
Obnovený Kinoautomat navštívil již 15 zemí světa. V roce 2017 oslavil Kinoautomat 50.výročí svého zrodu několika slavnostními představeními doma i v zahraničí.

## Následovník
V roce 1985 odvysílala Československá televize na principu kinoautomatu založený třináctidílný seriál Rozpaky kuchaře Svatopluka z prostředí hotelové kuchyně (scénář Jaroslav Dietl, režie František Filip). Každý díl byl několikrát přerušen a asi stovka diváků ve studiu pomocí zvláštních přístrojů volila, jak se má Josef Dvořák alias Svatopluk Kuřátko rozhodnout. Autor původního nápadu Radúz Činčera, který nebyl k práci na projektu v pozdější fázi přizván, se od tohoto – podle jeho vlastních slov velmi nepovedeného – seriálu distancoval.